# William Daniell
Pour les articles homonymes, voir Daniell.
William Daniell est un illustrateur britannique, né à Kingston upon Thames en 1769 et mort le 16 août 1837 à Camden Town en Londres.

## Biographie
Âgé de quatorze ans, il accompagne son oncle, le peintre Thomas Daniell (1749-1840), en Inde. Il devient membre de la Royal Society of Arts en 1822. Ses publications utilisent le système de l'aquatinte :
- A series of Views of London etc. (12 planches couleurs, Londres 1812)
- Interesting selections of animated nature with illustrative scenery (deux volumes avec 120 planches 1809-1820)
- A Voyage round Great Britain - in the summer 1813 (de 1814-1820, quatre volumes)
- Illustrations of the island of Staffa (9 planches couleurs, 1818)

Il est le frère du graveur Samuel Daniell.

## Œuvres
On trouve les œuvres de William Daniell dans de nombreux musées, dont : le Dallas Museum of Art, la Royal Academy of Arts, la Royal Collection, le National Museum Wales de Cardiff, Art Gallery of Greater Victoria à Victoria, Courtauld Institute of Art, Fine Arts Museums of San Francisco, Harvard University Art Museums, Indianapolis Museum of Art, National Library of Australia, National Maritime Museum, National Portrait Gallery, la Huntington Library, Watford Museum, ...